# Irodion (Żurakowski)
Irodion, imię świeckie Iwan Żurakowski (zm. 7 września?/18 września 1735) – biskup Rosyjskiego Kościoła Prawosławnego pochodzenia ukraińskiego.

## Życiorys
Pochodził z rodziny szlacheckiej herbu „Sas”, z Ukrainy. Był absolwentem Kolegium Mohylańskiego. Przed 1709 został mnichem w Monasterze Międzygórskim, a następnie otrzymał godność ihumena. W 1709 otrzymał godność archimandryty.
3 maja 1722 został wyświęcony na biskupa czernihowskiego i natychmiast podniesiony do godności arcybiskupiej. W zarządzaniu eparchią wykazał się energią, działał na rzecz podniesienia poziomu wykształcenia duchowieństwa, naprawy poziomu moralnego kapłanów, jak również pragnął zapewnić kierowanej przez siebie administraturze niezależność od poczynań władz świeckich. Dwanaście lat po chirotonii złożył urząd i zamieszkał ponownie w Monasterze Międzygórskim jako biskup w stanie spoczynku, tam też rok później zmarł.